# Ponebšek
Ponebšek je priimek več znanih Slovencev:
- Božidar Ponebšek (1897–1975), pravnik in ornitolog
- Janez Ponebšek (1932–2016), kemik, atlet, atletski sodnik, trener, organizator in funkcionar
- Janko Ponebšek (1861–1935), pravnik, davčni uradnik in ornitolog
- Mihaela Ponebšek, pisateljica
- Tonja Rojc Ponebšek (1903–1990), igralka